# Biskopsdömet Lebus

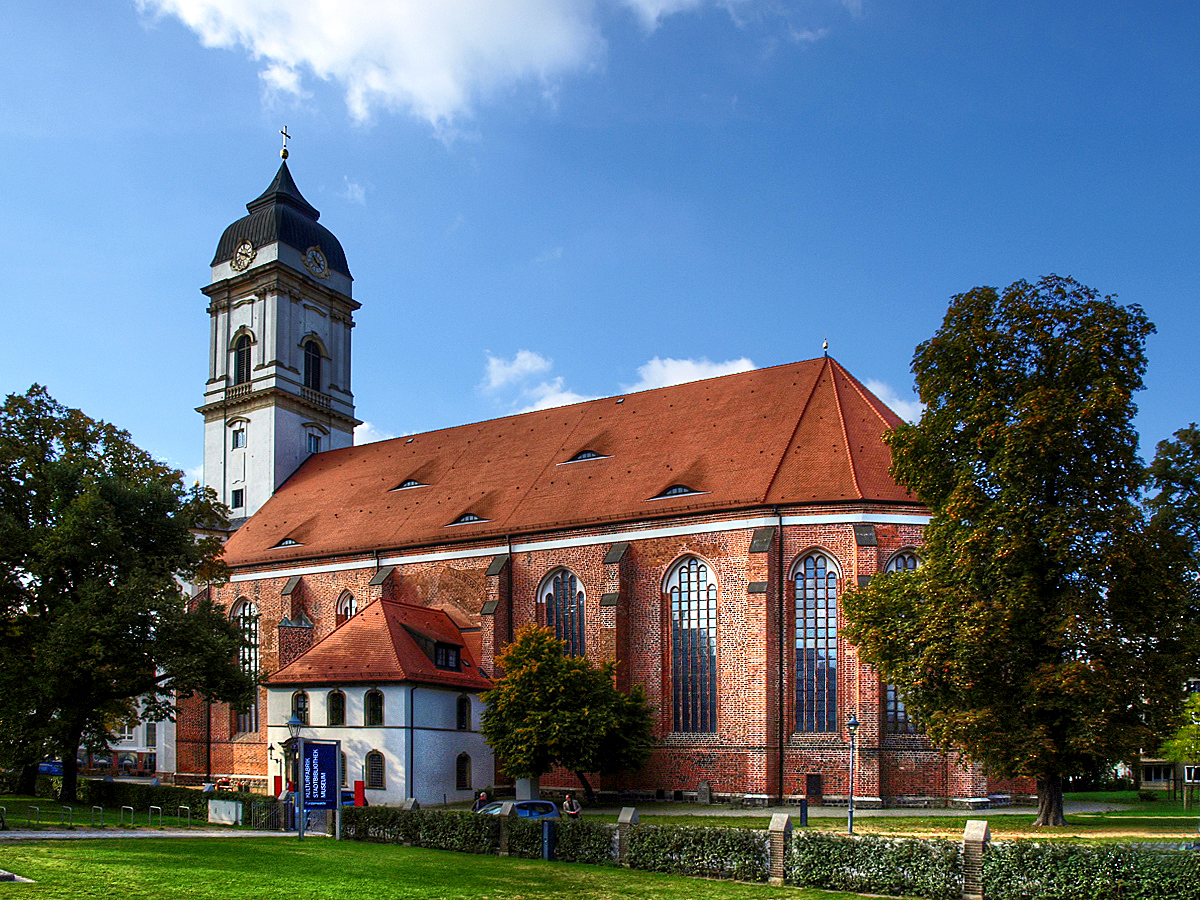
S:ta Mariadomen i Fürstenwalde var säte för de katolska biskoparna fram till reformationen.

Biskopsdömet Lebus (polska: Lubusz) var ett furstbiskopsdöme på ursprungligen polskt och senare tyskt territorium, beläget omkring floden Oder i landskapet Lebus, vars namn kommer från staden Lebus norr om nuvarande Frankfurt an der Oder. Biskopsdömet var ursprungligen underställt Gnieznos ärkestift inom romersk-katolska kyrkan men kom efter 1254 under Magdeburgs ärkestift. Biskoparna hade sitt säte och domkyrkan i först Lebus (1124–1276), därefter i Göritz (Górzyca, 1276–1325) och slutligen i Fürstenwalde (Fürstenwaldes domkyrka, 1385–1558). Stiftet avskaffades i samband med den protestantiska reformationen i Brandenburg och furstbiskopsdömets territorium införlivades med Kurfurstendömet Brandenburg.

## Lebus katolska stift
Lebus stift omfattade 172 församlingar och ett enda ärkedekanat, indelat i åtta dekanat: Falkenhagen (Mark), Frankfurt (Oder), Küstrin, Müncheberg, Ośno Lubuskie (Drossen), Rzepin (Reppen), Seelow och Sulęcin (Zielenzig).

## Furstbiskopsdömet Lebus
Furstbiskopsdömet hävdade riksomedelbarhet inom Tysk-romerska riket, vilket dock bestreds av kurfurstarna av Brandenburg som hävdade sin status som länsherrar i regionen. Dess territorium omfattade dels omfattande ägor i landskapet Lebus, samt mindre besittningar i Lillpolen, Schlesien och Storpolen.
Furstbiskopsdömet indelades administrativt i tre Amt:
- Amt Lebus med bl. a.:
  - Lebus stad
  - Górzyca (Göritz)
  - Golzow
  - Ośno Lubuskie (Drossen)
  - Seelows stad

- Amt Fürstenwalde med
  - staden Fürstenwalde/Spree

- Amt Beeskow (från 1518) med
  - Beeskows stad
  - Storkows stad

Ytterligare exklaver i Polen var:
I Schlesien:
- Borek Strzeliński (Großdorf) med omgivningar

I Lillpolen:
- Opatów
- Kazimierz
- Momina

## Residens

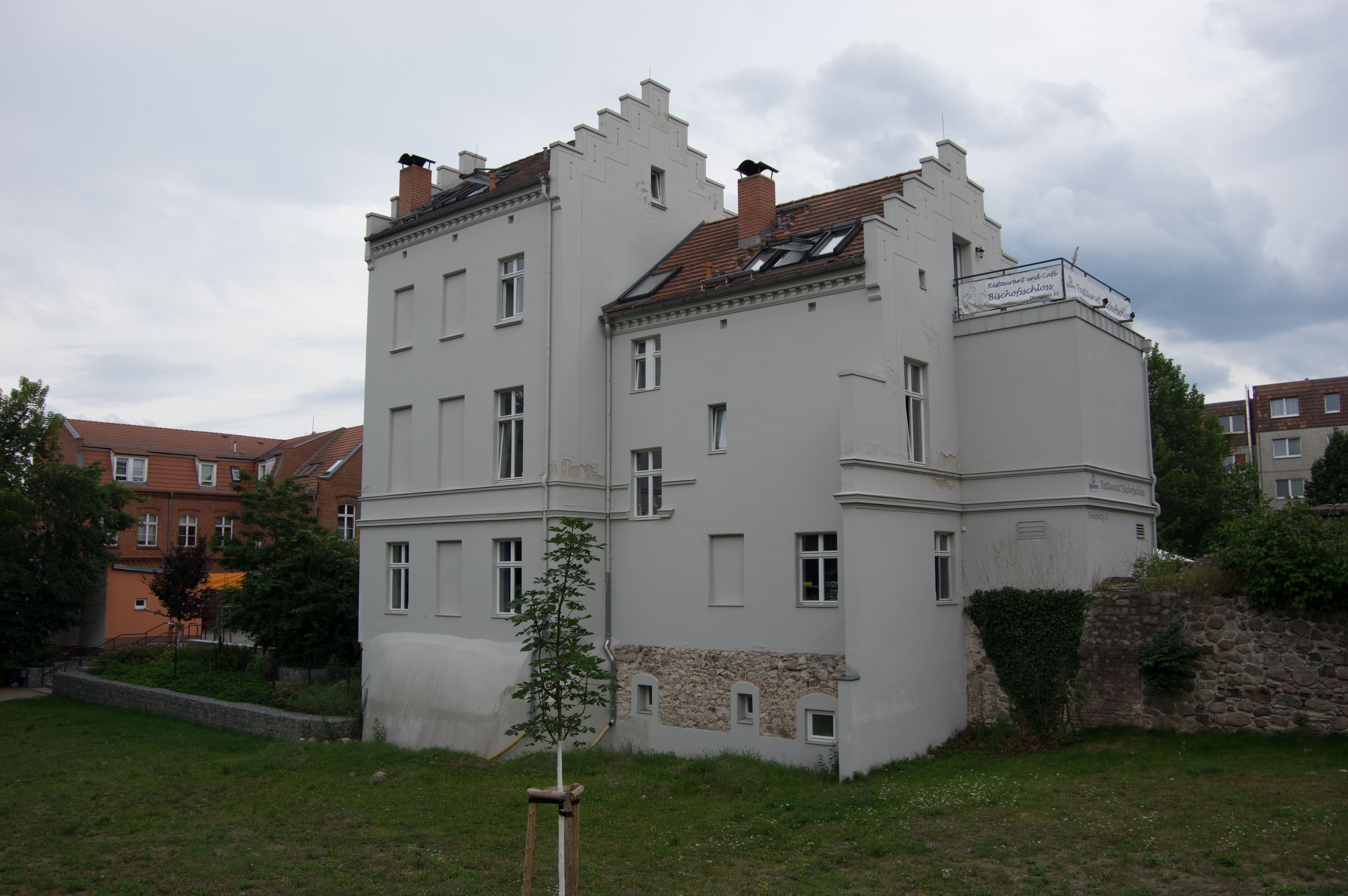
Byggnaden på Domplatz 13 i Fürstenwalde uppfördes omkring år 1900 och inrymmer medeltida källarvalv från biskopsborgen. Slottets huvudflygel revs i mitten av 1800-talet.

Biskopens residens utgjordes bland annat av:
- Biskopsborgen i Lebus (idag ruin)
- Ett hus i Wrocław
- Biskopsborgen i Górzyca (Göritz), ruin
- Borek Strzeliński
- Ett hus i Frankfurt (Oder)
- Seelow
- Biskupice nära Opatów
- Opatóws slott
- Fürstenwaldes biskopsslott
- Storkows slott

## Biskopar av Lebus
- 1133–1141 Bernhard I
- 1100-talet: Bernhard II
- 1148–1158 Stephan I
- ?−1180 Gaudentius
- ?−1189 Przecław
- 1193 Arnold av Mogilno
- 1196–1201 Cyprian (biskop av Wrocław 1201-1207)
- 1201–1204 Laurentius I
- 1204 1233 Laurentius II
- 1233–1244 Heinrich I
- 1248–1250 Nanker
- 1252–1273 Vilhelm I
- 1274–1283 Vilhelm II, flyttade biskopssätet till Göritz 1276
- 1283–1284 Volmirus
- 1284–1299 Konrad
- 1300–1302 Johann I
- 1308–1313 Fredrik I
- 1316–1320 Stephan I

1326–1354 i exil.
- 1326–1345 Stephan II
- 1345–1352 Apetzko Deyn von Frankenstein

1354 flyttades biskopssätet till Lebus.
- 1353–1366 Heinrich II. von Banz
- 1366–1375 Peter av Oppeln

1373 förstördes stiftsbyggnaderna. I exil:
- 1375–1382: Wenzel av Liegnitz (1382–1417 furstbiskop av Breslau)

Från 1385, då den nya domkyrkan invigdes, flyttades biskopssätet permanent till Fürstenwalde.
- 1382–1392 Johann II von Kittlitz (även biskop av Meissen, död 1408)
- 1393–1397 Johann III Frost
- 1397–1418 Johann IV von Borsnitz (därefter ärkebiskop av Gran [Esztergom])
- 1420–1423 Johann V von Waldow (även biskop av Brandenburg)
- 1423–1424 Johann VI von Waldow
- 1424–1436 Christoph von Rotenhan
- 1437–1439 Peter von Burgsdorff
- 1440–1443 Konrad Kron
- 1443–1455 Johann VII von Deher (Dehr, Dyhrn)
- 1455–1483 Friedrich II Sesselmann
- 1484–1486 Liborius von Schlieben
- 1487–1490 Ludwig von Burgsdorf
- 1490–1523 Dietrich von Bülow
- 1524–1550 Georg von Blumenthal
- 1550–1555 Johann VIII Horneburg

I samband med den lutherska reformationen valdes Joakim Fredrik av Brandenburg till sekulär administrator av biskopsdömet.
- 1555–1598 Joakim Fredrik (sedermera kurfurste av Brandenburg)

Därefter uppgick biskopsdömet helt i kurfurstendömet Brandenburg.